# Radość (województwo podkarpackie)
Radość – wieś w Polsce, znajdująca się w Beskidzie Niskim, administracyjnie położona w województwie podkarpackim, w powiecie jasielskim, w gminie Dębowiec.
Wierni Kościoła rzymskokatolickiego należą do parafii Świętego Michała Archanioła w Cieklinie.
W latach 1975–1998 miejscowość administracyjnie należała do województwa krośnieńskiego.